# Ceced Italia
Ceced Italia (originariamente acronimo di Conseil Européen de la Construction d'appareils Domestiques) è l'Associazione di Categoria che rappresenta in Italia i produttori di Apparecchi Domestici e Professionali. Costituisce il ramo italiano del CECED che è il Comitato Europeo dei Costruttori di Apparecchi Domestici - European Committee of Domestic Equipment Manufacturers che è l'organizzazione europea con sede a Bruxelles.
Ceced Italia è membro di Confindustria e ha un'attività non solo a favore delle aziende associate, ma più in generale degli interessi comuni, favorendo la diminuzione dei consumi elettrici e la sicurezza dei cittadini-utenti.
L'associazione è strutturata per gruppi merceologici
- Grandi Elettrodomestici
- Piccoli Elettrodomestici
- Componenti
- Cappe
- Efcem Italia (apparecchi professionali)
- Unicalor (Apparecchi domestici a biomassa)
- Assocamini (camini e Canne fumarie)
- Scaldacqua